# Osioł (film 2009)
Osioł (chorw. Kenjac) – chorwacko-bośniacko-serbsko-brytyjski film fabularny z roku 2009 w reżyserii Antonio Nuicia. Film został wyselekcjonowany jako chorwacki kandydat do nagrody Amerykańskiej Akademii Filmowej dla najlepszego filmu nieanglojęzycznego, ale nie uzyskał nominacji.

## Opis fabuły
Akcja filmu rozgrywa się w roku 1995. Boro wraz ze swoją żoną Jasną i synem Luką wraca po siedmiu latach do rodzinnej wsi Drinovci, w Hercegowinie. Pragnie tam spotkać brata, który uciekał wraz z rodziną z oblężonego Sarajewa. Dopiero na miejscu dowiaduje się, że jego brat został ranny odłamkiem pocisku i porusza się na wózku inwalidzkim. Skłócony z ojcem Boro woli nocować u wujka, (który próbuje sprzedać osła), a nie u własnego ojca. Kilka tygodni pobytu Boro w rodzinnej wsi staje się okazją do odbudowania więzi rodzinnych.
Premiera filmu odbyła się 23 lipca 2009 na Festiwalu Filmowym w Puli.

## Obsada
- Nebojša Glogovac jako Boro
- Nataša Janjić jako Jasna
- Ljubo Kapor jako Ante
- Asja Jovanović jako Tetka
- Tonko Lonza jako Pasko
- Emir Hadžihafizbegović jako Petar
- Roko Roglić jako Luka
- Trpimir Jurkić jako Iko
- Gordana Boban jako Danica
- Żare Batinović jako Bata

## Nagrody
- 2009: Festiwal Filmowy w Puli
  - nagroda za zdjęcia
  - nagroda za muzykę
  - nagroda za scenariusz
- 2009: Bergamo Film Meeting
  - brązowa Rosa Camuna dla reżysera filmu